# Ellie Bartowski
Eleanor Faye, née Bartowski puis devient Woodcomb surnommée Ellie est un personnage de fiction de la série télévisée américaine Chuck. Elle est interprétée par Sarah Lancaster.

## Biographie
Ellie Bartowski est la sœur aînée de Chuck (Zachary Levi). Elle vit dans la maison familiale avec son fiancé puis mari Devon Woodcomb (Ryan McPartlin) qui est aussi médecin.
À l'exception de celui-ci, on connaît peu de la famille Bartowski. On sait que leur mère les a laissés quand ils étaient plus jeunes et que leur père, n'était jamais vraiment là.
Ellie a suivi et a terminé ses études à la faculté de médecine de l'UCLA. Lorsqu'elle a été diplômée médecin, elle a décroché un poste au sein de l'hôpital dans la même ville que son lieu de résidence.
Pendant ses études, elle est allée quotidiennement à la faculté et était réunie avec son futur-mari, Devon. Devon était déjà amoureux d'elle depuis trois ans. Ils ont commencé à sortir ensemble quand Devon lui a donné son pull-over parce que la couleur correspondait à celle de ses yeux.
Quand Chuck a été expulsé par l'Université Stanford en 2003, il est revenu pour emménager à Los Angeles pour rester avec elle. Dans beaucoup de moments difficiles de leurs vies, Ellie et Chuck ont compté énormément l'un sur l'autre et lorsque Chuck est rentré à la maison familiale, Ellie est devenue une de ses sources principales d'assistance pour se remettre de la trahison de Bryce Larkin (Matthew Bomer).
Ellie veut prendre soin de son frère et souhaite que celui-ci se trouve une nouvelle petite amie. C'est lors du premier épisode qu'elle organise une fête d'anniversaire pour Chuck et a invité un certain nombre de ses ex-petites amies, dans l'espoir que cela lui fournisse l'occasion d'oublier sa rupture avec Jill Roberts, sa petite amie de la fac. Lorsqu'elle rencontre Sarah Walker (Yvonne Strahovski), elle sympathise immédiatement avec elle et obtient la certitude qu'elle est la femme parfaite pour Chuck.
Morgan (Joshua Gomez), le meilleur ami de Chuck, lui porte également beaucoup d'attention et l'aime en silence ; il lui arrive parfois même de laisser ses sentiments se dévoiler à elle. Ellie n'est cependant pas intéressée, étant déjà en couple avec Devon.

### Vie de famille
La famille est aussi très importante pour elle. Lorsqu'Ellie et Devon décident de se marier, Chuck lui promet qu'il fera tout pour que leur père soit présent à son mariage. Il a alors tenté de localiser son père, Stephen J. Bartowski (Scott Bakula). Ces recherches n'ayant guère eu de succès, Chuck sollicitera Sarah qui utilisera alors son identifiant pour rechercher les traces de leur père à la base de la CIA située à Langley. Bien que celui-ci ne veuille pas être retrouvé, Sarah réussit à le repérer et emmène Chuck le voir. Il acceptera, après quelques hésitations, de venir au mariage de sa fille.
En tant que sœur aînée de Chuck, Ellie est très proche de lui et cherche à le protéger. Elle n'est pas au courant de la double vie d'agent secret de Chuck et le découvre lors du seizième épisode de la troisième saison, lorsque Justin, le directeur du camp où elle a travaillé avec Devon au Congo, qui se présente à elle comme un agent de la CIA, lui révèle toute l'histoire.
En revanche aucune information n'est donnée sur la mère d'Ellie (et Chuck) jusqu'à la fin de la troisième saison, si ce n'est qu'elle a très tôt abandonné ses enfants. Néanmoins, afin de combler ce manque, chaque année, Ellie et Chuck célèbrent la fête des mères en tête à tête pour se souvenir de la fois où ils ont dû apprendre à prendre soin l'un de l'autre et vivre sans elle.
C'est au cours de la quatrième saison que ressurgit leur mère, Mary Elizabeth Bartowski (Linda Hamilton), espionne de la CIA et agent double sous couverture aux ordres d’Alexei Volkoff (Timothy Dalton).
Durant la quatrième saison, Ellie apprend qu'elle est enceinte et accouche d'une petite fille, qu'elle appelle Clara.

## Personnalité
Ellie est une personne forte de caractère, gentille, compatissante, optimiste, soutenante, honnête et très empathique. Elle est également sérieuse et consciencieuse au niveau de tout ce qu'elle fait tant sur le plan professionnel que le plan personnel.
Elle joue toujours le rôle de la sœur plus vieille protectrice à l'excès et le voit profondément en bas toujours comme son petit frère. Elle l'encourage et le conseille sur les femmes en général et sur sa relation avec Sarah en particulier. Bien qu'inconsciente de la vérité de cette relation, Ellie est une des premières personnes à reconnaître que son intérêt envers Chuck est véritable. Elle s'est immédiatement sentie concernée quand Chuck s'est heurté de nouveau à Jill et l'a rencontrée pour la mettre en garde.
Ensuite, après Chuck, la personne la plus importante dans la vie d'Ellie est son mari, Devon Woodcomb. Elle est la seule qui ne l'appelle jamais « le Capitaine Trop Top », bien qu'elle se soit déjà surnommée, auprès des parents de Devon, comme la Femme Trop Top quand ils sont venus leur rendre une visite. Elle l'aime chèrement, mais sous les effets de sérum de vérité, elle se met en colère, se plaint des moments de négligence de ses sentiments dans leur relation. Ellie l'accuse plus tard d'égocentrisme et d'indifférence (quand il a acheté la machine à laver et le sèche-linge pour leur anniversaire par opposition à une télévision grand écran).

## Commentaires
Dans le premier épisode, c'est elle qui a organisé une fête d'anniversaire pour Chuck où elle s'est arrangée pour essayer de lui présenter des femmes. Elle reste, tout au long de la série, une des personnes les plus importantes entre Chuck et sa réalité.
On peut penser qu'Ellie pourrait posséder la même capacité d'absorber et conserver des informations visuelles comme son père et Chuck.

## Sources
- (en) Cet article est partiellement ou en totalité issu de l’article de Wikipédia en anglais intitulé « Ellie Woodcomb » (voir la liste des auteurs).